# پتروشیمی بوشهر
مجتمع پتروشیمی بوشهر با تصویب شرکت ملی صنایع پتروشیمی و چشم‌انداز بزرگ‌ترین پتروشیمی منطقه برای تولید محصولات الفینی، پلی‌الفینی، متانول، گوگرد، اتیلن گلیکول‌ها و اسید استیک تأسیس گردید؛ و در ۲۷ بهمن سال ۱۳۸۹ با حضور مسئولین کشوری و لشکری کلنگ‌زنی گردید. این مجموعه بزرگ صنعتی دارای سه فاز عملیاتی می‌باشد که فاز نخست آن در تاریخ سوم شهریور ۱۳۹۹ توسط حسن روحانی افتتاح و به بهره‌برداری رسید.
این مجتمع بزرگ پتروشیمی دارای دوفاز اجرایی بوده که فاز اول مشتمل بر واحدهای فرایندی شیرین‌سازی گاز، جداسازی گازها، کارخانه متانول و سرویس‌های جانبی به تولید و بهره‌برداری رسیده و فازهای دوم آن شامل واحدهای الفین، اتیلن گلیکول (MEG)، پلیمر، اسید استیک و غیره در مرحله ساخت، اجرا و برنامه‌ریزی می‌باشد.
با توجه به اینکه خوراک این مجتمع، گاز غنی و ترش ارسالی از خط پالایشگاه گازی فازهای ۶٬۷٬۸ پارس جنوبی است، لذا واحد شیرین‌سازی و حذف گوگرد از خوراک نیز جهت این طرح پتروشیمی درنظر گرفته شده‌است که آن را تبدیل به یک پتروپالایشگاه واقعی می‌نماید. محل قرارگیری واحدهای سه‌گانه پتروشیمی بوشهر به ترتیب ذیل می‌باشد:
سایت شیرین‌سازی گاز خوراک موسوم به سایت شماره ۳ در مجاورت پالایشگاه چهارم مجتمع گاز پارس جنوبی
-سایت شمالی در موقعیت شمال کریدور ۱۲۵ متری فاز ۲ پتروشیمی عسلویه شامل واحدهای استحصال اتان، متانول و جداسازی هوا (اکسیژن، نیتروژن و غیره)
-سایت جنوبی واقع در در جنوب کریدور ۱۲۵ متری فاز ۲ پتروشیمی عسلویه (جنب پتروشیمی کاویان) شامل واحدهای الفین، پلیمرهای سنگین و سبک خطی، اسید استیک، اتیلن گلیکول‌ها، ونیل استات مونومر و غیره
محصولات تولیدی این مجتمع نخست توسط پتروشیمی مخازن سبز عسلویه ذخیره‌سازی و سپس توسط اسکله‌های موجود صادر می‌گردد.

## ظرفیت اسمی محصولات تولیدی
| فاز | محصولات           | ظرفیت اسمی (هزار تن در سال) |
| یک  | گاز شیرین         | ۲۳۳۸                        |
| یک  | گوگرد             | ۱۲۵                         |
| یک  | متان              | ۱۳۲۳                        |
| یک  | اتان              | ۸۵۰                         |
| یک  | پروپان            | ۱۳۰                         |
| یک  | بوتان             | ۳۰                          |
| یک  | پنتان پلاس        | ۳                           |
| یک  | متانول            | ۱۶۵۰                        |
| دو  | اتیلن             | ۱۰۰۰                        |
| دو  | C3+               | ۸۵                          |
| دو  | MEG               | ۵۰۰                         |
| دو  | DEG               | ۵۰                          |
| دو  | TEG               | ۴                           |
| دو  | HDPE              | ۳۱۰                         |
| سه  | اسید استیک        | ۳۰۰                         |
| سه  | وینیل استات منومر | ۲۵۰                         |
| سه  | پلی اتیلن سبک خطی | ۳۰۰                         |